# Theodor Kaluza
Theodor Franz Eduard Kaluza (Opole, 9 novembre 1885 – Gottinga, 19 gennaio 1954) è stato un matematico e fisico tedesco, noto soprattutto per la teoria di Kaluza-Klein riguardante le equazioni di campo in uno spazio pentadimensionale.

## Biografia
Studiata matematica presso l'università di Königsberg, vi conseguì la laurea nel 1910. Kaluza si sposò nel 1909 e dopo l'abilitazione diventò Privatdozent all'università di Königsberg.
Nel 1919 sottopose ad Albert Einstein un lavoro intitolato “Sul problema dell'unità in fisica”, nel quale proponeva l'esistenza di una quinta dimensione (oltre alle tre spaziali e alla quarta temporale) per riuscire ad unificare la gravitazione di Einstein con l'elettromagnetismo di Maxwell. In un mondo a 5 dimensioni anche l'elettromagnetismo poteva essere descritto mediante una deformazione geometrica: il campo elettrico sarebbe una deformazione della quinta dimensione e due cariche di segno opposto si avvicinano perché questo percorso è una geodetica (ovvero la curva di minima distanza che unisce due punti). Kaluza si immaginava la quinta dimensione come un cerchio associato a ogni punto dello spazio-tempo, l'analogo pentadimensionale di un cilindro.
Einstein rimase piacevolmente colpito dal testo di Kaluza, ma fece passare due anni prima di appoggiarne la pubblicazione: la nuova teoria non spiegava due fatti fondamentali:
1. perché la carica elettrica è quantizzata ed esiste solo in multipli del valore fondamentale e;
2. perché la quinta dimensione né si vede né si manifesta.

Queste “sviste” (specie la prima) sono dovute al fatto che Kaluza si basava non sulla fisica moderna (con la teoria quantistica), bensì su quella classica, nella quale le traiettorie degli elettroni erano considerate a spirale dirette verso il nucleo (movimento che porterebbe al collasso degli atomi e alla conseguente scomparsa della materia).
Un passo avanti nella risoluzione del lavoro di Kaluza fu fatto nel 1927 dal fisico svedese Oskar Klein: la quinta dimensione non si vede perché troppo piccola. 
Nella teoria di Kaluza-Klein le due forze fondamentali fino ad allora conosciute, gravità ed elettromagnetismo, erano entrambe manifestazione della geometria dello spazio-tempo: le deformazioni e oscillazioni del nostro spazio tridimensionale danno luogo ai fenomeni gravitazionali, quelle della quinta dimensione creano la luce e tutte le forze elettriche e magnetiche.